# Albert Day
Albert Day, född 29 november 1797, död 11 november 1876, var en amerikansk politiker som var viceguvernör i Connecticut från 1856 till 1857. Detta var under den andra av två ettåriga mandatperioder som William T. Minor var guvernör.